# KAMIKAWA・士別サムライブレイズ
KAMIKAWA・士別サムライブレイズ（かみかわ・しべつサムライブレイズ、英語: KAMIKAWA Shibetsu Samurai Blades）は、日本のプロ野球球団。北海道士別市を拠点に独立リーグの北海道フロンティアリーグ (HFL)に所属する。HFLにはリーグ創設時から加盟しており、2022年からリーグ戦に参加している。
発足当時の名称は「士別サムライブレイズ」で、2021年シーズンは北海道ベースボールリーグ (HBL)に加盟していたが、美唄ブラックダイヤモンズ、石狩レッドフェニックスとともに同年限りでリーグを脱退した。
2023年1月13日に、同年2月1日付での現チーム名への変更を発表した。ただし発表においては､メディア等での呼称は従来通り「士別サムライブレイズ」とすることを求めている。

## 概要
2022年現在、「日本最北の独立リーグ球団」。本拠地は旧士別市内の士別市ふどう野球場だが、選手が住む寮や主な就労先(「ホームタウン」と呼ばれている)は士別市朝日町である。
士別市は道内に同じ読み方をする標津町があることから、区別のために「サムライ士別」という表記をされてきた。球団facebookによると、「士別」の「士」を「武士」の「士」と読み替えたサムライ、そして　武士の魂である刀からブレイズと名付けられた。また、同チームの雇用体系として、試合・練習のない日は一般企業で就労を行うことから、二刀流のサムライを連想される、としている。

### 開催球場
2021年は全試合を士別市ふどう野球場で開催し、2022年についても同様に全試合の開催を予定していた。開幕後、2022年7月20日の対石狩戦は、士別市ふどう野球場のコンディション不良のため、和寒町の和寒町営球場に変更となった。
2024年は当初日程では全試合をふどう野球場としていたが、開幕前の4月14日に2試合を花咲スポーツ公園硬式野球場（スタルヒン球場）に変更した。2025年も花咲で2試合を実施するほか、あいべつ球場で初めて2試合を開催する。
2023年のリーグチャンピオンシップは、第3戦をふどう野球場で実施した。
練習は同球場のほかに、朝日町内の朝日山村広場でも行われている。
入場料は内野席1,000円（1ドリンク付）、外野席無料である(2021年)。2022年のホーム開幕戦については外野席の開放は行わず、全席を入場料1,000円とした。

## 歴史

### 北海道ベースボールリーグ時代
2020年
9月30日、士別市役所で会見を行い、球団設立と2021年シーズンからの北海道ベースボールリーグ加盟を発表した。
10月10日、HBL10月度トライアウトに参加。4選手を指名。
10月20日、レラハンクス富良野BCより2選手、美唄ブラックダイヤモンズより2選手が移籍加入することを発表。
11月22日、士別市ふどう球場にて第１回独自トライアウトを開催。3選手を指名。
12月13日、HBL12月度トライアウトで2選手を指名。
12月22日、元レラハンクス富良野BC球団代表の佐野公祇が加入することを発表。
2021年
1月10日、京都府京都市伏見区の伏見桃山城運動公園野球場で第2回独自トライアウトを開催、5選手を指名。
1月30日、士別市内の朝日商工会で勤務する選手が加入。球団独自の「地元枠」選手とされ2021年には3人が加入した。
2月1日、士別市朝日地区が地域おこし協力隊を採用し、主に球団の選手管理などの職務を担当することを発表。
3月11日、前身の北海道ベースボールアカデミー出身で海外野球を経験した東久保友見を臨時コーチに招聘。
4月10日、初代キャプテンに神宮朋哉が就任。またユニフォームを発表。
5月1日、球団初試合を士別市ふどう球場で開催。
5月3日、富良野ブルーリッジに9‐5で勝利し、球団初勝利
6月1日、小滝雄登の契約をプロ契約に変更し、キャプテンに就任することを発表。
7月1日、デジタルトライアウトで5選手を指名。うち一人はHBL初の女性選手である。
9月30日、北海道ベースボールリーグ4球団合同で「HBLオールスター感謝祭2021」を札幌ドームで開催。

### 北海道フロンティアリーグ時代
2021年 
10月6日、北海道ベースボールリーグ公式Twitterより、9月30日付で同リーグを脱退していたことが発表された。
10月11日、バーチャルYouTuber「白餅だんご」が球団オフィシャルパートナーに就任したと発表。
10月22日、美唄ブラックダイヤモンズ、石狩レッドフェニックスと合同で北海道プロ野球独立リーグ設立準備室を設置。
11月5日、新リーグ「北海道フロンティアリーグ」の設立と加盟を発表。
11月23日、HFL第1回合同トライアウトを開催。3選手を指名。
12月12日、士別市内で会見を行い、中日ドラゴンズ・横浜ベイスターズ・オリックス・バファローズ等でプレーしたトニ・ブランコが監督兼任選手として来季指揮を執ることを発表。あわせて元カープアカデミー投手のジミー・イスキエルドの獲得と、2021年にも在籍した元ニカラグアウィンターリーグ・ロボス等でプレーした安井大介と通訳兼選手として再契約したことを発表。
12月14日、ベースボール・チャレンジ・リーグ（ルートインBCリーグ）の埼玉武蔵ヒートベアーズと「野球を通じた地域貢献活動の協働と相互交流を目的とした協定」を締結したと発表。
 2022年 
3月18日、「個人的な事情からビザを発給できない。」という理由から、選手兼任監督のブランコとの契約を破棄。後任の監督として、元近鉄バファローズのラルフ・ブライアントが就任することが発表された。
3月23日、元カープアカデミー内野手のホセ・コントラレスの獲得を発表。
5月2日、監督のブライアントの入国が遅れているため、5月3日のチーム開幕戦についてはフィジカルコーチの菅原大和が代理監督として指揮を執ると発表。その後も5月22日までの試合で菅原が指揮を執った。
5月3日、北海道フロンティアリーグとしてのチーム開幕戦（対美唄、美唄市営野球場、11対10で勝利）。
5月23日、来日が遅れていたブライアントの監督就任会見を24日に開くと発表し、予定通り24日に会見が開かれた。
7月8日、元ボルチモア・オリオールズ傘下マイナーの内野手、イルビン・オルテガの獲得を発表。
8月1日、「ブレイズ感謝祭with 北海道日本ハムファイターズ」を開催。日本ハムベースボールアカデミーコーチによる小中学生野球教室、田中賢介SAによる紅白戦解説・講演会など。NPB球団とのコラボイベントはリーグ史上初。
9月16日、中村和希ら、埼玉武蔵ヒートベアーズを退団した選手3人の入団を発表。この入団は、士別が埼玉と連携協定を結んでいることにより実施された。なお、NPB球団でプレーした選手の入団はリーグ史上初。
9月21日、公式戦の日程を終了し、2位の結果でリーグチャンピオンシップへの進出を決める。
9月26日、石狩と対戦したリーグチャンピオンシップで成績を3勝2敗（うち1敗はリーグ戦1位チームのアドバンテージによる）とし、リーグ初優勝チームとなった。
9月30日から10月1日まで、グランドチャンピオンシップに参加、初戦で火の国サラマンダーズ（九州アジアリーグ）に0-23、3位決定戦で高知ファイティングドッグス（四国アイランドリーグplus）に1-16といずれも大差で敗れ、4位の結果だった。
12月14日、ブライアントとの監督契約が今シーズンで満了したことが発表された。翌12月15日に元オリックス・バファローズの中村勝が、選手兼GM兼監督に就任することを発表した。12月16日には、ヘッドコーチ兼GM補佐兼選手として、前大分B-リングス監督の小野真悟が入団すると発表した。
2023年
1月13日、球団名を2月1日付で「KAMIKAWA・士別サムライブレイズ」に変更することを発表。変更の理由については「活動範囲を上川管内に広め、また上川管内に凝縮して活動を進めていく必要がある」としている。
1月16日、元北海道日本ハムファイターズ選手で、前東芝野球部投手コーチの新垣勇人がスペシャルアドバイザーに就任したことを発表。
5月7日の開幕戦（対石狩）に1125人の観衆を集める（試合は勝利）。球団はこの開幕戦に1000人の入場者を集めることをプロジェクトとして進め、球団史上最多入場者を達成した。
7月18日に、元千葉ロッテマリーンズのG.G.佐藤と選手契約を締結したことを発表した。球団Youtubeチャンネル掲載の入団発表動画では、試合出場は8月26日と27日の2日間とされた。佐藤は3試合に出場した。
9月15日に当シーズンのリーグ戦を終了、2位となり、2年連続でリーグチャンピオンシップに進出した。リーグチャンピオンシップは初戦に勝って対戦成績をタイにした（石狩はリーグ首位のアドバンテージ1勝あり）が、続く2試合に連敗して2年連続優勝を逃した。
11月1日、監督兼GM兼投手の中村が今シーズンで退任することを発表した（同月末までは球団の活動に参加するとされた）。11月15日、いったん11月1日にヘッドコーチ兼GM補佐兼選手の契約満了による退団が発表されていた小野真悟が、2024年シーズンの監督兼球団代表補佐に就任することが発表された。11月22日に、新旧監督同席による退任・就任記者会見が実施された。
2024年
3月7日、ヘッドコーチ兼選手として、前北九州下関フェニックスヘッドコーチ兼選手のジョニー・セリスの入団を発表した。
9月15日に当シーズンのリーグ戦を終了。3位に終わり、HFL加入後初めてリーグチャンピオンシップに進めなかった。
10月3日に、監督の小野が今シーズンの契約満了（10月30日）をもって退任することが発表された。11月28日に、前ハナマウイ野球部監督の本西厚博が2025年シーズンの監督に就任することが発表された。12月16日に、スポットアドバイザー兼選手の新垣の退団を発表した。
2025年
1月23日、日本体育大学附属高等支援学校在学中の工藤琉人と契約を結んだことを発表し、硬式野球部のない特別支援学校出身の独立リーグ選手は異例と報じられる。
2月27日、元広島東洋カープのハビエル・バティスタと契約を結んだことを発表した。

## 成績

### 北海道ベースボールリーグ

#### リーグ戦
| 年度 | 監督     | 順位 | 試合 | 勝利 | 敗戦 | 引分 | 勝率 | ゲーム差 |
| ---- | -------- | ---- | ---- | ---- | ---- | ---- | ---- | -------- |
| 2021 | （なし） | 3    | 39   | 12   | 23   | 4    | .343 | 17.5     |

### 北海道フロンティアリーグ

#### リーグ戦
| 年度 | 監督                 | 順位 | 試合 | 勝利 | 敗戦 | 引分 | 勝率 | ゲーム差 |
| ---- | -------------------- | ---- | ---- | ---- | ---- | ---- | ---- | -------- |
| 2022 | ラルフ・ブライアント | 2    | 46   | 20   | 23   | 3    | .465 | 6.0      |
| 2023 | 中村勝               | 2    | 46   | 25   | 20   | 1    | .556 | 4.5      |
| 2024 | 小野真悟             | 3    | 52   | 16   | 35   | 1    | .314 | 24.0     |

- 年度の金地はリーグ優勝。

#### リーグチャンピオンシップ
- 2022年 - 優勝（3勝2敗、対戦は石狩。1敗はリーグ戦首位のアドバンテージ）
- 2023年 - 1勝3敗（対戦は石狩。1敗はリーグ戦首位のアドバンテージ）

#### グランドチャンピオンシップ
- 2022年 - 4位（火の国サラマンダーズと高知ファイティングドッグスに敗戦）

## 球団歌
2021年はS.P.N POWER 「明日の鍵」を使用。メンバーの一人が士別市出身だったことから。

## マスコットキャラクター
球団創立から3年間はマスコットキャラクターは制定されていなかった。2023年12月25日から、翌月30日締切で、2024年シーズンより使用するマスコットキャラクターのデザインを一般より公募した。2024年4月の球団主催ビールパーティーで「サム坊」という名称とデザインが発表された。その後、X（旧Twitter）アカウントも開設され、それによるとヒツジのキャラクターである。

## 応援団
球団公認の応援団「士別サムライブレイズ応援団」（2025年シーズンより「士別志闘連」に改名）がある。

## 関連組織
グループ内では、「あさひスポーツクラブ」を運営しており、野球部門（「ブレイズジュニア」）の2021年の指導は選手の佐野公祇が担当した。